# Рахманинов (кратер)
Рахманинов (англ. Rachmaninoff) — 290-километровый кольцевой ударный кратер, расположенный на Меркурии по координатам 27°24′ с. ш. 57°36′ в. д.. Кратер назван в честь русского композитора Сергея Васильевича Рахманинова (1873—1943).

## Общая информация
Кратер был обнаружен на третьем облете аппарата MESSENGER вокруг Меркурия в 2010 году, он вызвал высокий научный интерес среди ученых, так как был довольно молодым, яркость некоторых равнин отличалась на фоне соседних, а также их заинтересовало наличие впадин на поверхности кратера. Двойная кольцевая структура имеет диаметр около 290 км – именно на такое расстояние из воронки происходил выброс вещества. Однако в отличие от изрытой поверхности между внутренним и внешним кольцом, область внутри воронки почти гладкая. По мнению ученых, она выглядит так, как будто покрыта застывшей лавой.
Строение кратера напоминает ударный бассейн Радитлади (Raditladi) в долине Жары, обнаруженный в январе 2008 года. Сходство между двумя кратерами заключается, среди прочего, в их возрасте, который составляет около 1 млрд лет. Для ударного кратера это слишком мало, так как обычно они в четыре раза старше. При этом внутренняя воронка образована еще более молодым веществом, её гладкая поверхность отличается по цвету от окружающего ландшафта. Ученые полагают, что обнаружили самые поздние следы вулканизма на Меркурии.
Согласно решению Международного астрономического союза кратеры на Меркурии называют в честь деятелей культуры: писателей, поэтов, художников, скульпторов, композиторов. Так, например, крупнейшие кратеры диаметром от 300 до 600 км получили названия Бетховен, Толстой, Достоевский, Шекспир и др. Есть и исключения из этого правила — один кратер диаметром 60 км с лучевой системой назван в честь известного американского астронома Джерарда Койпера.
Кратеры, покрывающие меркурианскую пустыню, появились в ту пору, когда все тела Солнечной системы подвергались мощной метеоритной бомбардировке. Каждый удар метеорита сопровождается взрывом и оставляет воронку — кратер. В отсутствие ветра и водных потоков поверхность остается неизменной уже более 4 млрд. лет.

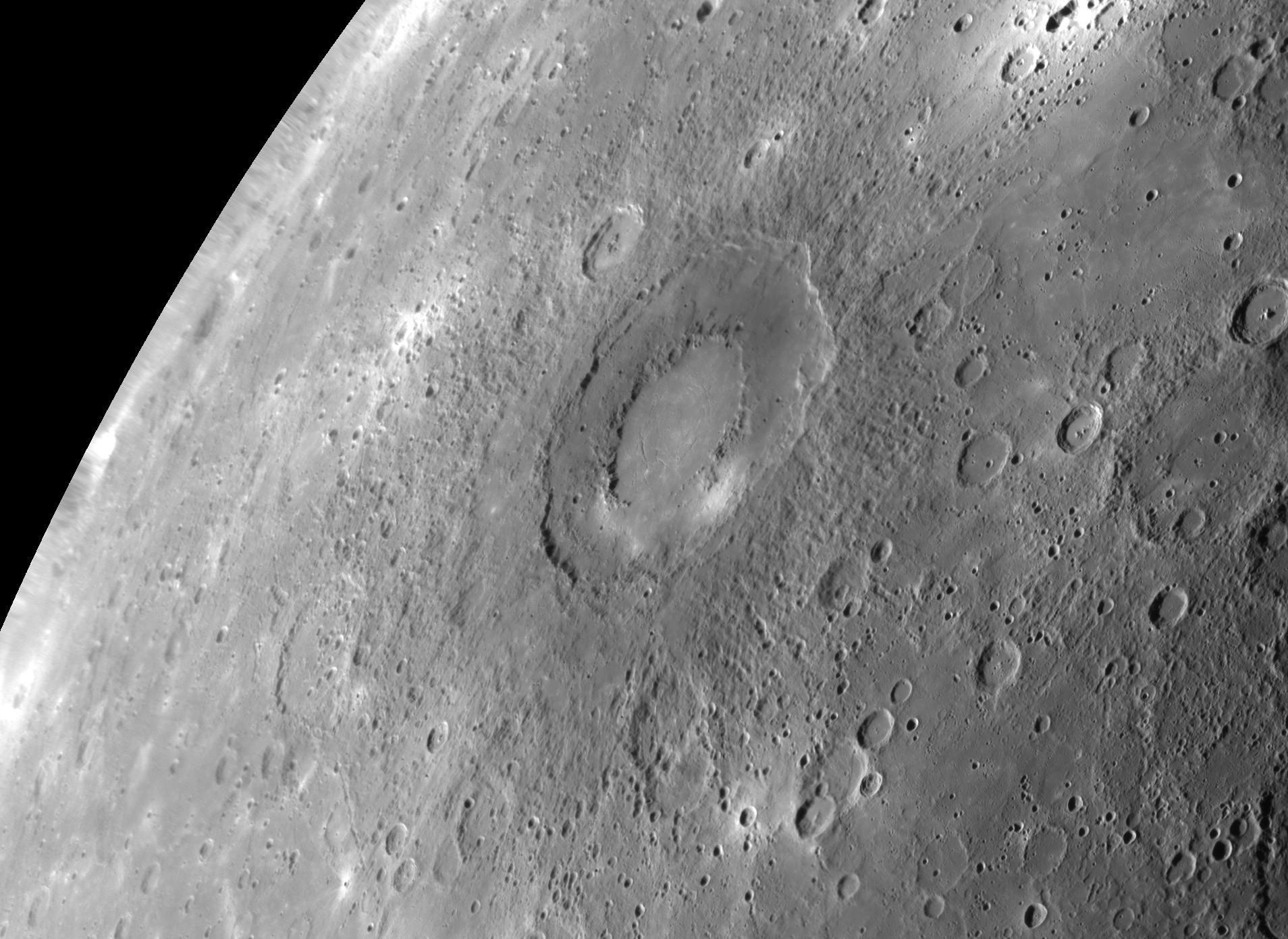
Кратер Рахманинова, снятый орбитальной станцией MESSENGER